# Detroit blues
Detroit blues é um género de blues oriundo da cidade norte-americana de Detroit, cujo estilo é semelhante ao Chicago blues. Um dos principais músicos deste género foi John Lee Hooker. Os blues de Detroit tiveram o seu auge no final dos anos 40 e início dos 50.
Os blues de Detroit têm origem nos trabalhadores negros que se deslocaram do sul, Mississippi e Memphis, para o norte, para trabalhar na indústria automóvel, nos anos 20 e 30. A sua música de origem era o Delta blues, à qual lhe juntaram instrumentos eléctricos, e os amplificaram. Embora os blues de Detroit tivessem o seu auge no final dos anos 40 e inicio dos 50, nunca tiveram a mesma importância e divulgação de outros estilos de blues, dada a existência de outros géneros musicais de mais sucesso como o gospel, o jazz, a Motown ou o rock & roll. Por outro lado, ao contrário de Chicago, Detroit não possuía gravadoras com os meios técnicos e financeiros necessários para efectuar os registos musicais dos seus artistas. Por esta razão, não existem muitas gravações dos blues de Detroit, e a maior parte dos músicos desapareceram no final da década de 1950.

## Principais intérpretes
- John Lee Hooker
- Nolan Strong
- Andre Williams
- Joe Weaver
- Baby Boy Warren
- Eddie Burns
- Eddie Kirkland